# Abaï (opéra)
Abaï (Абай) est un opéra en deux actes de Latif Khamidi et Akhmet Zhubanov (kk), livret de Moukhtar Aouézov, inspiré d'un épisode de la vie du poète Abaï Kounanbaïouly.
Créé le 24 décembre 1944 au Théâtre académique kazakh d'opéras et de ballet l'année précédent le centenaire de la naissance de Kounanbaïouly, il est considéré comme l'un « des plus beaux opéras écrits en langue kazakhe ».

## Historique
La distribution de la création, sous la direction de Jandarbekov, comprenait entre autres Rishat Abdulin (Abaï), Kulyash Baisseitova (Ajar) et Anuarbek Umbetbayev (Aïdar).
L'opéra a été représenté à Moscou en 1958, à Berlin et Dresde en 1986 et à Paris au théâtre des Champs-Élysées le 26 octobre 2014. 
Il fait partie du répertoire d'Astana Opéra, et est régulièrement joué à Astana.

## Argument
Abaï aide Aïdar, un de ses disciples, et la fiancée de ce dernier, Ajar, à surmonter les obstacles à leur mariage, mais un rival finira par empoisonner le jeune homme.

### Premier Acte
- Premier tableau

Aïdar et Ajar sont rattrapés lors d'une fuite nocturne par les membres du clan de Narymbet, l'époux d'Ajar par mariage arrangé. Aïdar invoque le nom d'Abaî comme son protecteur, mais cela ne fait que renforcer la vindicte des poursuivants, qui décident de le traîner attaché à un cheval. Abaï arrive et intervient en faveur du couple, faisant le serment de le protéger. L'affaire devra être portée devant l'Aksakal.
Jirenshe, homme influent partisan du clan de Narymbeta, demande à Azim, autre disciple d'Abaï, de convaincre Ajar de retourner dans son village, et de lui livrer Aïdar. Azim refuse. Azim se montre néanmoins jaloux du talent poétique d'Aïdar, et de la préférence que lui montre Abaï.
L'aksakal Syrttan rend visite à Abaï, et demande à entendre Ajar. Cette dernière explique que seul l'amour l'a entraînée à transgresser les coutumes et à rejoindre Aïdar.
- Deuxième tableau

Scène de jugement présidée par Syrttan. Jirenshe requiert la mort d'Aïdar et le retour d'Ajar dans son village. Azim défend Aïdar, mais ses arguments sont réfutés; puis, Abaï plaide la cause des jeunes gens, et obtient gain de cause.
Jirenshe et les membres du clan de Narymbet jurent de faire périr Aïdar.

### Deuxième Acte
- Troisième tableau

Célébration du mariage d'Ajar et d'Aïdar. Azim verse du poison dans la coupe d'Aïdar. Aïdar entreprend de chanter pour sa bien-aimée, et s'effondre avant d'avoir fini son chant.
- Quatrième tableau

Aïdar meurt. On soupçonne d'abord Jirenshe de l'avoir empoisonné, puis Azim est convaincu de ce meurtre. Azim est châtié, mais le peuple est en deuil.
L'opéra s'achève sur une scène où Abaï guide son peuple et l'encourage à aller de l'avant.

## Musique
La musique s'inspire des mélodies et chants traditionnels kazakhs, ce qui assura à l'opéra un grand succès, notamment grâce aux airs d'Abaï « Айттым сәлем Қаламқас »  (« Je viens te saluer, Kalamkas… ») et « Ұзын қайың » (« Bouleau »). L'air « Қай талқы », dans lequel Abaï chante avec espoir l'avenir du peuple, est devenu un thème musical emblématique.